# 1937 na política

## Eventos
- Juan Negrín López substitui Francisco Largo Caballero como presidente do governo de Espanha.
- 26 de Abril - Guerra Civil Espanhola: Guernica é bombardeada pela Luftwaffe.
- 7 de Julho - O Incidente da Ponte Marco Polo dá início a Segunda Guerra Sino-Japonesa.
- 10 de Novembro - Getúlio Vargas proclama o Estado Novo, fechando o Congresso nacional e outorgando nova Constituição ao Brasil.
- 13 de Dezembro - Início do Massacre de Nanquim pelas tropas japonesas.

## Nascimentos
| Data            | Nome                   | Profissão                                              | Nacionalidade           | Observações       | Ref   |
| --------------- | ---------------------- | ------------------------------------------------------ | ----------------------- | ----------------- | ----- |
| 21 de fevereiro | Haroldo V da Noruega   | rei da Noruega desde 1991                              | Noruega                 |                   |       |
| 2 de março      | Abdelaziz Bouteflika   | presidente da Argélia desde 1999                       | Marrocos                |                   |       |
| 5 de abril      | Guido Vildoso Calderón | presidente da Bolívia em 1982                          | Bolívia                 |                   |       |
| 19 de abril     | Joseph Estrada         | presidente das Filipinas de 1998 a 2001                | Filipinas               |                   |       |
| 28 de abril     | Saddam Hussein         | político e estadista                                   | Iraque                  | m. 2006           |       |
| 15 de maio      | Madeleine Albright     | Secretária de Estado dos Estados Unidos de 1997 a 2001 | Checoslováquia          |                   |       |
| 29 de maio      | Tung Chee-Hwa          | Chefe do Executivo de Hong Kong                        | China                   |                   |       |
| 23 de junho     | Martti Ahtisaari       | presidente da Finlândia de 1994 a 2000                 | Finlândia               | Nobel da Paz 2008 | [ 1 ] |
| 21 de agosto    | Gustavo Noboa          | presidente do Equador de 2000 a 2003                   | Equador                 |                   |       |
| 15 de setembro  | Fernando de la Rúa     | presidente da Argentina de 1999 a 2001                 | Argentina               |                   |       |
| 23 de outubro   | Carlos Lamarca         | militar e guerrilheiro                                 | Brasil                  | m. 1971           |       |
| 1 de dezembro   | Vaira Vīķe-Freiberga   | presidente da Letónia de 1999 a 2007                   | Letônia                 |                   |       |
| 12 de dezembro  | Prosper Avril          | presidente do Haiti de 1889 a 1990                     | Haiti                   |                   |       |
| 17 de dezembro  | Jaime Lerner           | ex-governador do Paraná e arquiteto/urbanista          | Brasil                  |                   |       |
| 26 de dezembro  | Gnassingbé Eyadéma     | presidente do Togo                                     | Togolândia francesa     | m. 2005           |       |
| ??              | Carmen Pereira         | presidente da Guiné-Bissau em 1984                     | Portugal (Guiné-Bissau) |                   |       |

## Mortes
| Data           | Nome                   | Profissão                                                                        | Nacionalidade    | Observações | Ref   |
| -------------- | ---------------------- | -------------------------------------------------------------------------------- | ---------------- | ----------- | ----- |
| 18 de junho    | Gaston Doumergue       | presidente da França de 1924 a 1931 e primeiro-ministro de 1913 a 1914 e em 1934 | França           | n. 1863     |       |
| 13 de julho    | Ievguêni Preobrajenski | economista e revolucionário                                                      | União Soviética  | n. 1886     |       |
| 14 de julho    | Walter Simons          | político alemão e Presidente da República de Weimar em 1925                      | Reino da Prússia | n. 1861     | [ 2 ] |
| 20 de dezembro | Erich Ludendorff       | general                                                                          | Alemanha         | n. 1865     |       |